# (531) Zerlina
(531) Zerlina ist ein Asteroid des Asteroiden-Hauptgürtels, der am 12. April 1904 von Max Wolf entdeckt wurde.
Seinen Namen erhielt der Himmelskörper nach einer Figur aus Wolfgang Amadeus Mozarts Oper Don Giovanni.
Zerlina bewegt sich zwischen 2,2289 (Perihel) astronomischen Einheiten bis 3,3388 astronomischen Einheiten (Aphel) in 4,645 Jahren um die Sonne. Die Bahn ist mit 34,011° stark gegen die Ekliptik geneigt, die Bahnexzentrizität beträgt 0,1993. 
Zerlina hat einen Durchmesser von 15 km. Sie besitzt eine silikathaltige Oberfläche mit einer Albedo von 0,146.